# كستوتيس شيشوكاس
كستوتيس شيشوكاس (بالليتوانية: Kęstutis Šeštokas)‏ مواليد 15 أبريل 1976 في كاوناس، الجمهورية الليتوانية السوفيتية الاشتراكية، الاتحاد السوفيتي، هو لاعب كرة سلة ليتواني. بدأ مسيرته الاحترافية في سنة 1993. يبلغ طوله 6 قدم 7 1⁄2 بوصة (2.0 م). اعتزل اللعب في 2012.

## المسيرة الاحترافية
لعب مع زالغيريس لكرة السلة من سنة 1993 إلى 2000، ثم لعب مع ليتوفوس رايتس من سنة 2000 إلى 2003، ثم لعب مع فينتسبيلس في موسم 2003–2004، ثم لعب مع ليتوفوس رايتس في موسم 2004–2005، ثم لعب مع فينتسبيلس في سنة 2005، ثم لعب مع ليماسول في موسم 2005–2006، ثم لعب مع دي لا بالما في موسم 2006–2007.

## روابط خارجية
- كستوتيس شيشوكاس على موقع الاتحاد الدولي لكرة السلة (الإنجليزية)
- كستوتيس شيشوكاس على موقع كرة السلة الأوروبية.كوم (الإنجليزية)
- كستوتيس شيشوكاس على موقع ريلجم (الإنجليزية)
- كستوتيس شيشوكاس على موقع بروبوليرز (الإنجليزية)
- كستوتيس شيشوكاس على موقع سبورتس رفرنس (الإنجليزية)